# Many
Many là một xã trong vùng hành chính Lothringen, thuộc tỉnh Moselle, quận Boulay-Moselle, tổng Faulquemont. Tọa độ địa lý của xã là 49° 00' vĩ độ bắc, 06° 31' kinh độ đông. Many nằm trên độ cao trung bình là 250 mét trên mực nước biển, có điểm thấp nhất là 242 mét và điểm cao nhất là 328 mét. Xã có diện tích 8,22 km², dân số vào thời điểm 1999 là 237 người; mật độ dân số là 28 người/km². Many nằm khoảng 30 km về phía đông của Metz, thuộc Pháp từ năm 1766.

## Thông tin nhân khẩu
| 1962 | 1968 | 1975 | 1982 | 1990 | 1999 |
| ---- | ---- | ---- | ---- | ---- | ---- |
| 167  | 171  | 172  | 170  | 196  | 237  |